# Ophiostriatus
Ophiostriatus is een geslacht van slangsterren uit de familie Ophiuridae.

## Soorten
- Ophiostriatus atlanticus (Mortensen, 1933)
- Ophiostriatus bispinosus (Koehler, 1897)
- Ophiostriatus sexradiatus Irimura, 1993
- Ophiostriatus striatus (Mortensen, 1933)